# Newcomenov atmosferski motor
Newcomenov atmosferski motor je bil parni stroj, ki ga je izumil Thomas Newcomen leta 1712. Velja za prvi praktični parni stroj. Newcomenov motor je pretvarjal silo pare v mehansko delo.Uporabljal se je v Veliki Britaniji in Evropi, večinoma za črpanje vode iz rudnikov. Newcomenov motor je bil podlaga za James Wattov parni stroj.
Izkoristek je Newcomonovega motorja je bil zelo nizek.